# Highland (Illinois)
Highland je grad u američkoj saveznoj državi Ilinois. Prema popisu stanovništva iz 2010. u njemu je živjelo 9.919 stanovnika.